# Judo USK Praha
Judo USK Praha (celým názvem Univerzitní sportovní klub Praha) je judistický klub, sídlící ve Sportovní hale Folimanka v Praze. Jedná se o jeden z nejstarších judistických  klubů v ČR.[zdroj?] Od roku 2006 je jeho členem olympijský vítěz z roku 2016 a dvojnásobný mistr světa Lukáš Krpálek. Klub slouží jako národní tréninkové středisko pro českou státní reprezentaci, věnuje se výchově a tréninku reprezentantů, ale i výchově mladých závodníků všech kategorií. Klub spadá pod Vysokoškolské sportovní centrum.

## Historie

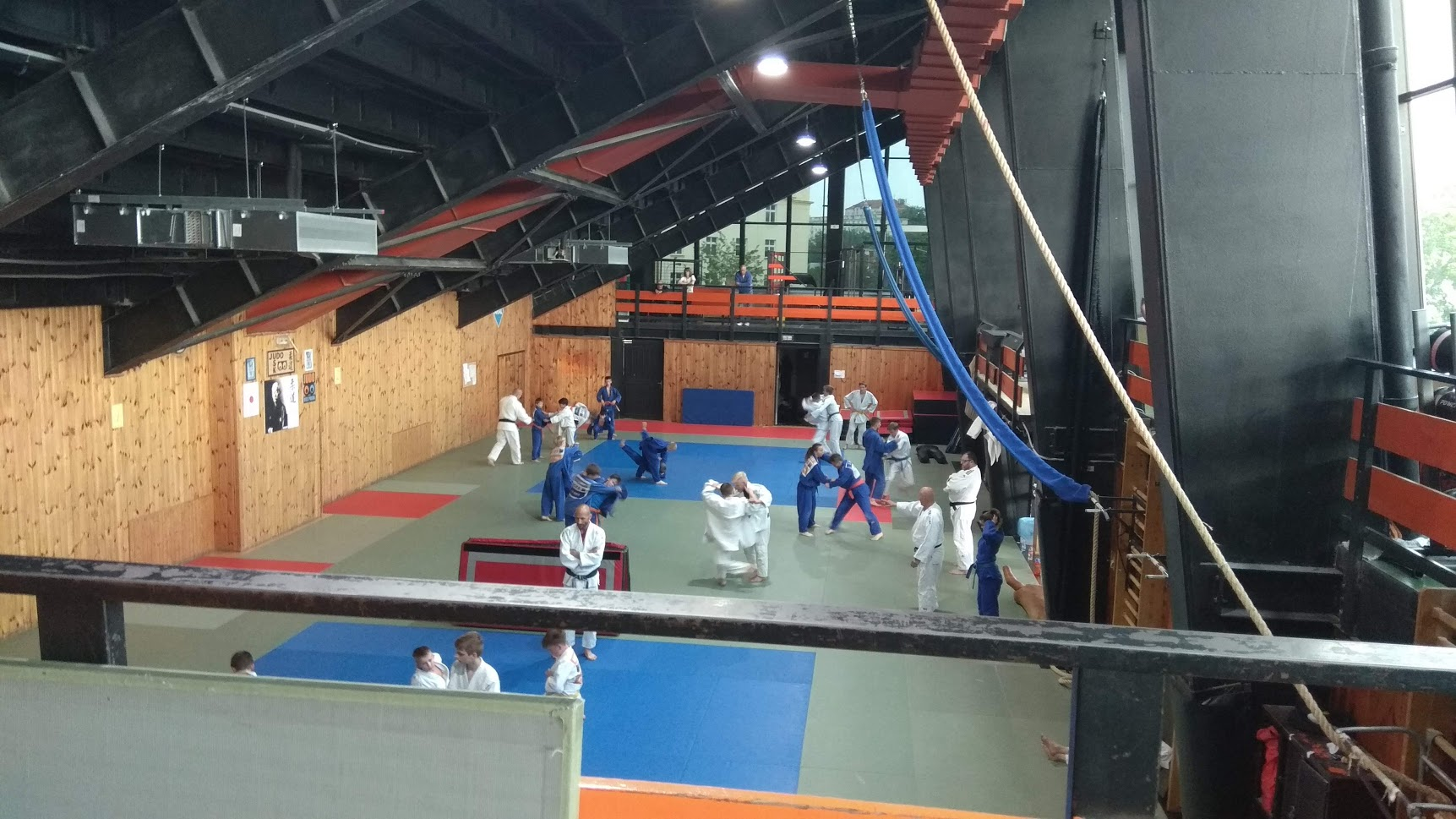
Dojo ve sportovní hale Folimanka

Klub byl založen pod názvem TJ Slavia VŠ Praha v roce 1952 PhDr. Jiřím Mašínem (15. února 1930 – 3. února 1996), trenérem a funkcionářem československého juda. Původně se trénovalo v tělocvičně Marathon v Černé ulici. V roce 1977 oddíl přesídlil do sportovní haly Folimanka. Do činnosti oddílu se velmi významně projevil[ujasnit] vznik Střediska vrcholového sportu Ministerstva školství ČSR v roce 1974 (František a Petr Jáklové[ujasnit]), které bylo v roce 1990 změněno na Vysokoškolské sportovní centrum a sportovní školy při Gymnáziu Nad štolou v roce 1983 (Zdeněk Kasík, Josef Brož[ujasnit]). Původní název TJ Slavia VŠ Praha se v roce 1979 změnil na TJ Vysoké školy Praha a v roce 1990 na nynější Univerzitní sportovní klub Praha.
Od roku 2006 je členem a v klubu se připravuje český judista a olympijský vítěz Lukáš Krpálek. Oddíl úzce spolupracuje se střediskem vrcholového sportu VSC Victoria.[zdroj?] Oddíl juda USK Praha má v současnosti[kdy?] okolo 270 členů a funguje jako národní tréninkové středisko pro českou státní sportovní reprezentaci. Disponuje tatami o rozloze 330 metrů čtverečních, posilovnou, saunou a regeneračním centrem. Každoročně pořádá soutěže žactva a dorostu USK Cup a mužské ligové a mistrovské soutěže. Šéftrenérem mužů je Jaromír Lauer, šéftrenér mládeže Tomáš Jeník.

## Seznam sportovních úspěchů
- Mnohonásobní mistři extraligy.[2][3][4][5]
- Výchova úspěšných reprezentantů (Lukáš Krpálek, Jan Ječmínek, Michal Krpálek, Petr Jákl, P. Lacina, Petr Jákl st.,  J. Lauer a dalších.
- Mnoho mistrů ČR ve všech kategoriích – Senioři, Junioři, Dorostenci, Žáci[6]
- Mistři dorostenecké ligy 2018 [7] 2019
- mnoho dalších umístění ze všech národních i mezinárodních soutěží[7][8]